# Pelomys campanae
Pelomys campanae es una especie de roedor de la familia Muridae.

## Distribución geográfica
Se encuentra en Angola y República Democrática del Congo.

## Hábitat
Su hábitat natural son: sabanas húmedas, subtropicales o tropicales, tierras bajas pastos, la tierra de cultivo, y los jardines rurales.